# Conrad Bergius
Conrad Bergius (auch Konrad Berg(ius), * 25. Juli 1592 in Stettin; † 13. August 1642 in Bremen) war ein deutscher evangelischer Theologe.

## Leben
Nach dem frühen Tod seines Vaters Konrad Bergius (1544–1592) wurde er von seiner Mutter und seinem Bruder Johann erzogen und beraten. Er studierte in Danzig Philosophie und Theologie bei Jacob Fabricius (* 1551; † 1. April 1629 in Danzig) und Bartholomäus Keckermann. Danach war er Hofmeister bei einem Johann von Nostiz. 1624 ging Bergius nach Frankfurt (Oder), wurde Professor der Theologie und 1629 Rektor der Viadrina. Von 1624 bis 1629 hatte er auch die 1. Pfarrstelle an der dortigen Reformierten Kirche inne.
In Teilen seiner theologischen Lehre wurde er von dem Lübecker Superintendenten Nikolaus Hunnius und dem Dresdener Hofprediger Matthias Hoë angegriffen.
1629 ging Bergius nach Bremen und wurde dort Theologieprofessor und Konrektor am Akademischen Gymnasium sowie Prediger an St. Ansgarii. 1634 stieg er zum 1. Prediger auf. Hier wurde er auch begraben.